# Liebenfels
Liebenfels è un comune austriaco di 3 286 abitanti nel distretto di Sankt Veit an der Glan, in Carinzia; ha lo status di comune mercato (Marktgemeinde). Nel 1958 ha inglobato i comuni soppressi di Hardegg, Liemberg e Pulst e nel 1973 quello di Sörg.

## Monumenti e luoghi d'interesse
- Castello di Rosenbichl, nella omonima piccola frazione.
- Castello di Hohenstein, nella omonima piccola frazione.